# (32796) Ehrenfest
(32796) Ehrenfest est un astéroïde de la ceinture principale.

## Description
(32796) Ehrenfest est un astéroïde de la ceinture principale. Il fut découvert le 2 mars 1990 à La Silla par Eric Walter Elst. Il présente une orbite caractérisée par un demi-grand axe de 2,66 UA, une excentricité de 0,15 et une inclinaison de 12,8° par rapport à l'écliptique.

## Compléments